# Vintilă Vodă, Buzău
Vintilă Vodă este satul de reședință al comunei cu același nume din județul Buzău, Muntenia, România. Se află în zona muntoasă din nord-vestul județului. Localitatea a fost numită după domnitorul Vlad Vintilă.

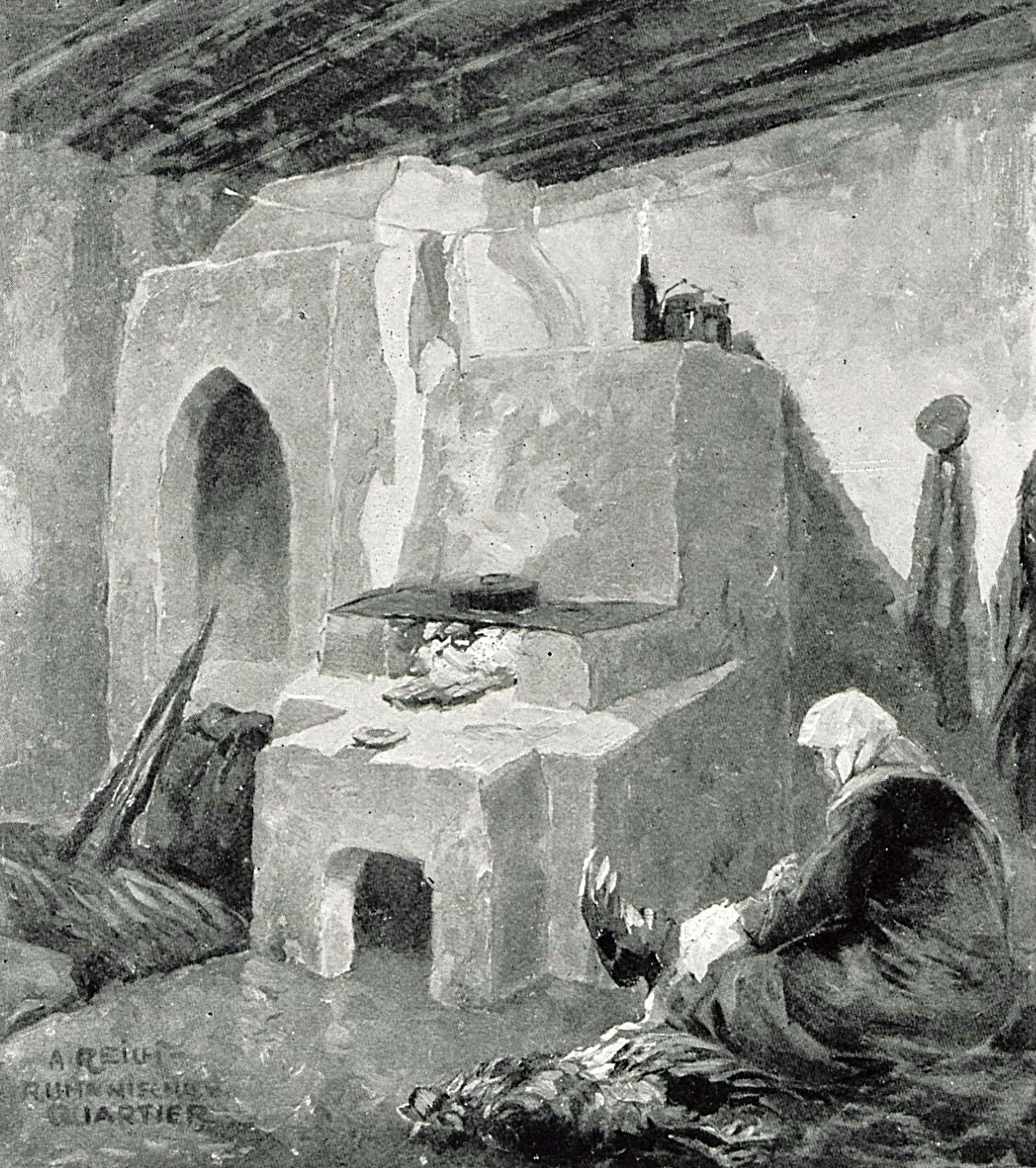
Interior de casă țăranească, Scheiu, 1916